# Eurochannel
Eurochannel est une chaîne de télévision consacrée à l'Europe diffusée en Amérique hispanique, Brésil, aux États-Unis, dans les Caraïbes, en Afrique, au Portugal, en France, en Suisse et en Corée du Sud dans une version à la demande. Aux États-Unis et au Canada, la chaîne est aussi disponible sur les appareils Android avec une application sur Google Play.
Depuis 2011, Eurochannel est disponible en France sur SFR (chaîne 89), Bouygues (chaîne 94), Free (chaîne 119), Virgin Mobile (chaîne 194) et Numericable (chaîne 121), Orange (chaîne 63). La chaîne est également disponible à la demande sur Dailymotion. Eurochannel propose films, séries, documentaires et musique européens, en version originale sous-titrée.

## Historique
Eurochannel a été créée en 1994 par la chaîne brésilienne TV Abril puis diffusée par Direct TV dans tout le Brésil. En 2000, la chaîne a été rachetée par Multithematiques INC. (Groupe Canal+) et Vivendi et lancée dans sa version espagnole. En 2004, Gustavo Vainstein, ancien Directeur marketing et communication de Noos, rachète Eurochannel à son tour et porte le nombre de ses téléspectateurs à cinq millions.
Depuis 2004, la chaîne développe en permanence ses contenus et également des productions originales (voir Europroduction).
La chaîne est en constante expansion dans de nouveaux pays. En 2007, elle a été lancée au Portugal. Depuis le 30 avril 2008, la chaîne est disponible aux États-Unis dans ses versions anglaises, grâce à l’opérateur satellite Dish Network.
En 2011, Eurochannel est présent dans 25 pays et est disponible dans 10,5 millions de foyers.

### Identité visuelle

Logo
De 1994 à 2009
2009-2010.
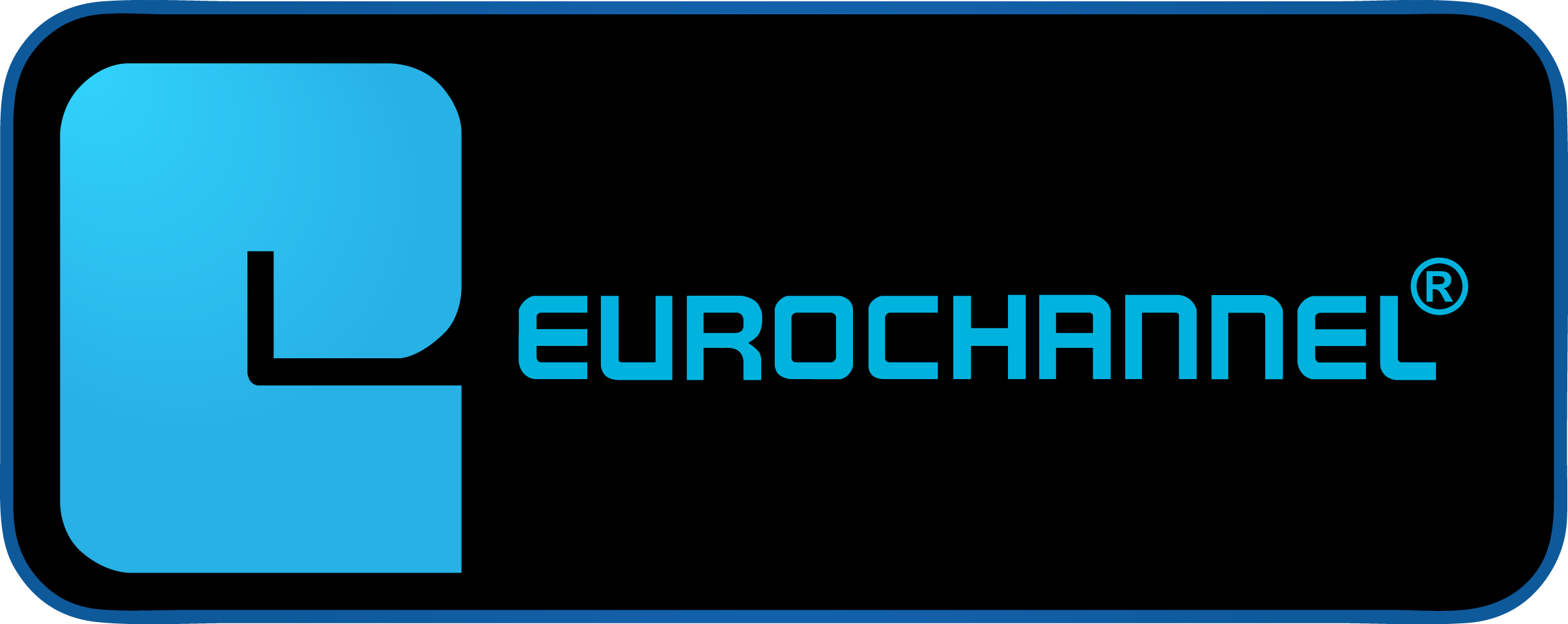
Depuis 2011.

## Chaînes

### Amérique Latine
Lancée à l’origine au Brésil, Eurochannel s’est développée jusqu'à couvrir tous les autres pays d’Amérique Latine et à être présente sur les continents européens et africains.
Principaux opérateurs d'Eurochannel en Amérique Latine :
- Argentine : Cablevision ;
- Pérou : Cable Magico ;
- Brésil : Vivo ;
- Équateur : TV Cable ;
- Mexique et Amérique Centrale : Sky ;
- Colombie : Telmex ;
- Venezuela : Telefonica.

### États-Unis et Canada
Eurochannel est diffusée pour la première fois aux États-Unis en 2008 avec DISH Network. Eurochannel USA propose régulièrement à ses téléspectateurs d’assister à des évènements culturels comme des projections de courts-métrages, des concerts ou des expositions. 

### France
Après son lancement sur SFR en 2011, Eurochannel est ensuite reprise sur Bouygues Telecom, Free et Virgin Mobile en 2012.. Elle est depuis distribuée sur Orange depuis 2015.
Eurochannel est disponible par satellite en HD , sur Eutelsat 16° Fréquence 11262.25 MHz -DVB-S2-SR 30000-FEC /23-Cryptage en Viaccess 5.0.

### Programmes
Eurochannel propose des programmes européens inédits en Amérique latine, aux États-Unis et en France. La chaîne propose principalement des films et des séries. 
En 2010, Eurochannel a diffusé la série polonaise Premier Ministre, la série belge Melting Pot Café, la série allemande Berlin Brigade criminelle ou le film estonien parlé en dialecte seto Taarka.
En 2011 et 2012, Eurochannel lance plusieurs séries : Anna Pihl, La Classe , Home/Work , Lulu & Leon  et Esprit Norvégien 

## Évènements
Eurochannel propose également la participation à des évènements culturels : projections de films, concerts, expositions…
Eurochannel organise régulièrement des Mois nationaux : toute la programmation de la chaîne s'articule autour d'un seul pays avec films, séries, documentaires et musique. Eurochannel a organisé le Mois italien, le Mois allemand et le Mois de la Finlande.
Depuis 2008, Eurochannel organise chaque année le tour d’Europe Eurochannel. Eurochannel sélectionne le meilleur court métrage de chaque pays européen et propose un Tour d'Europe avec plus de cinquante courts-métrages. Après une diffusion à l'antenne, des projections sont organisées des projections ont été organisées à travers les quatre continents, avec le soutien d’ambassades, de certaines Alliances françaises et d’ONG. En 2012, le Tour Eurochannel faisait partie des événements de la manifestation culturelle Nuit Blanche, tenue à Paris, en France.